# Cristot
Cristot és un municipi francès situat al departament de Calvados i a la regió de Normandia. L'any 2007 tenia 208 habitants.

## Demografia

### Població
El 2007 la població de fet de Cristot era de 208 persones. Hi havia 79 famílies de les quals 16 eren unipersonals (8 homes vivint sols i 8 dones vivint soles), 16 parelles sense fills, 43 parelles amb fills i 4 famílies monoparentals amb fills.
La població ha evolucionat segons el següent gràfic:
Habitants censats

### Habitatges
El 2007 hi havia 76 habitatges, 74 eren l'habitatge principal de la família, 1 era una segona residència i 1 estava desocupat. Tots els 75 habitatges eren cases. Dels 74 habitatges principals, 62 estaven ocupats pels seus propietaris, 11 estaven llogats i ocupats pels llogaters i 1 estava cedit a títol gratuït; 5 tenien dues cambres, 8 en tenien tres, 19 en tenien quatre i 42 en tenien cinc o més. 64 habitatges disposaven pel capbaix d'una plaça de pàrquing. A 25 habitatges hi havia un automòbil i a 45 n'hi havia dos o més.

### Piràmide de població
La piràmide de població per edats i sexe el 2009 era:
| Homes | Edats   | Dones |
| ----- | ------- | ----- |
| 0     | 95 o +  | 0     |
| 0     | 90 a 94 | 0     |
| 0     | 85 a 89 | 0     |
| 0     | 80 a 84 | 0     |
| 4     | 75 a 79 | 12    |
| 4     | 70 a 74 | 4     |
| 0     | 65 a 69 | 4     |
| 4     | 60 a 64 | 0     |
| 0     | 55 a 59 | 4     |
| 4     | 50 a 54 | 0     |
| 4     | 45 a 49 | 12    |
| 0     | 40 a 44 | 8     |
| 16    | 35 a 39 | 4     |
| 4     | 30 a 34 | 8     |
| 4     | 25 a 29 | 0     |
| 4     | 20 a 24 | 0     |
| 0     | 15 a 19 | 4     |
| 8     | 10 a 14 | 4     |
| 4     | 5 a 9   | 4     |
| 4     | 0 a 4   | 4     |

## Economia
El 2007 la població en edat de treballar era de 129 persones, 104 eren actives i 25 eren inactives. De les 104 persones actives 97 estaven ocupades (51 homes i 46 dones) i 8 estaven aturades (1 home i 7 dones). De les 25 persones inactives 14 estaven jubilades, 6 estaven estudiant i 5 estaven classificades com a «altres inactius».

### Ingressos
El 2009 a Cristot hi havia 74 unitats fiscals que integraven 210 persones, la mediana anual d'ingressos fiscals per persona era de 18.267 €.

### Activitats econòmiques
Dels 4 establiments que hi havia el 2007, 1 era d'una empresa de fabricació d'altres productes industrials, 1 d'una empresa de construcció, 1 d'una empresa d'hostatgeria i restauració i 1 d'una empresa immobiliària.
L'únic servei als particulars que hi havia el 2009 era una fusteria.
L'any 2000 a Cristot hi havia 6 explotacions agrícoles.

## Poblacions més properes
El següent diagrama mostra les poblacions més properes.